# New Statesman
New Statesman es una revista política y cultural británica publicada en Londres. Fundada como una revista semanal de política y literatura el 12 de abril de 1913, estaba conectado con Sidney y Beatrice Webb, y otros miembros destacados de la Sociedad Fabiana. Habían apoyado The New Age, una revista editada por A. R. Orage, pero en 1912 ese periódico se alejó editorialmente del apoyo a la política fabiana y el sufragio de las mujeres.
La revista, que hoy es un híbrido impreso-digital, tiene, de acuerdo con su autodescripción actual, una posición política liberal y escéptica.
El editor que más tiempo sirvió fue Kingsley Martin (1930-60). El editor actual es Jason Cowley, que asumió el cargo a fines de septiembre de 2008. La revista ha reconocido y publicado a nuevos escritores y críticos, y ha fomentado importantes carreras. Sus colaboradores han incluido a John Maynard Keynes, Bertrand Russell, Virginia Woolf, Christopher Hitchens y Paul Johnson.
A lo largo de su trayectoria, la revista ha sufrido múltiples crisis de propiedad, circulación y financiamente, razón por la cual es apelada cariñosamente como «The Staggers» («los tambaleantes»). El apodo se usa ahora como el título de su blog de política. Sus escritores habituales, críticos y columnistas incluyen a Mehdi Hasan, Will Self, John Gray, Laurie Penny, Ed Smith, Stephen Bush, Rowan Williams, Brendan Simms, John Bew, Shiraz Maher y Helen Lewis, la editora adjunta. La circulación alcanzó su punto máximo a mediados de la década de 1960, pero ha aumentado en los últimos años. La revista tenía una circulación promedio certificada de 34,025 en 2016, su máximo en los últimos 35 años. El tráfico al sitio web de la revista alcanzó un nuevo récord en junio de 2016, con 27 millones de visitas a la página y cuatro millones de usuarios únicos.
En septiembre de 2014, como parte de su expansión digital, la revista lanzó dos nuevos sitios web, el CityMetric, centrado en el urbanismo, y May2015.com, un sitio de datos y votación.